# Berlin-Alt-Treptow

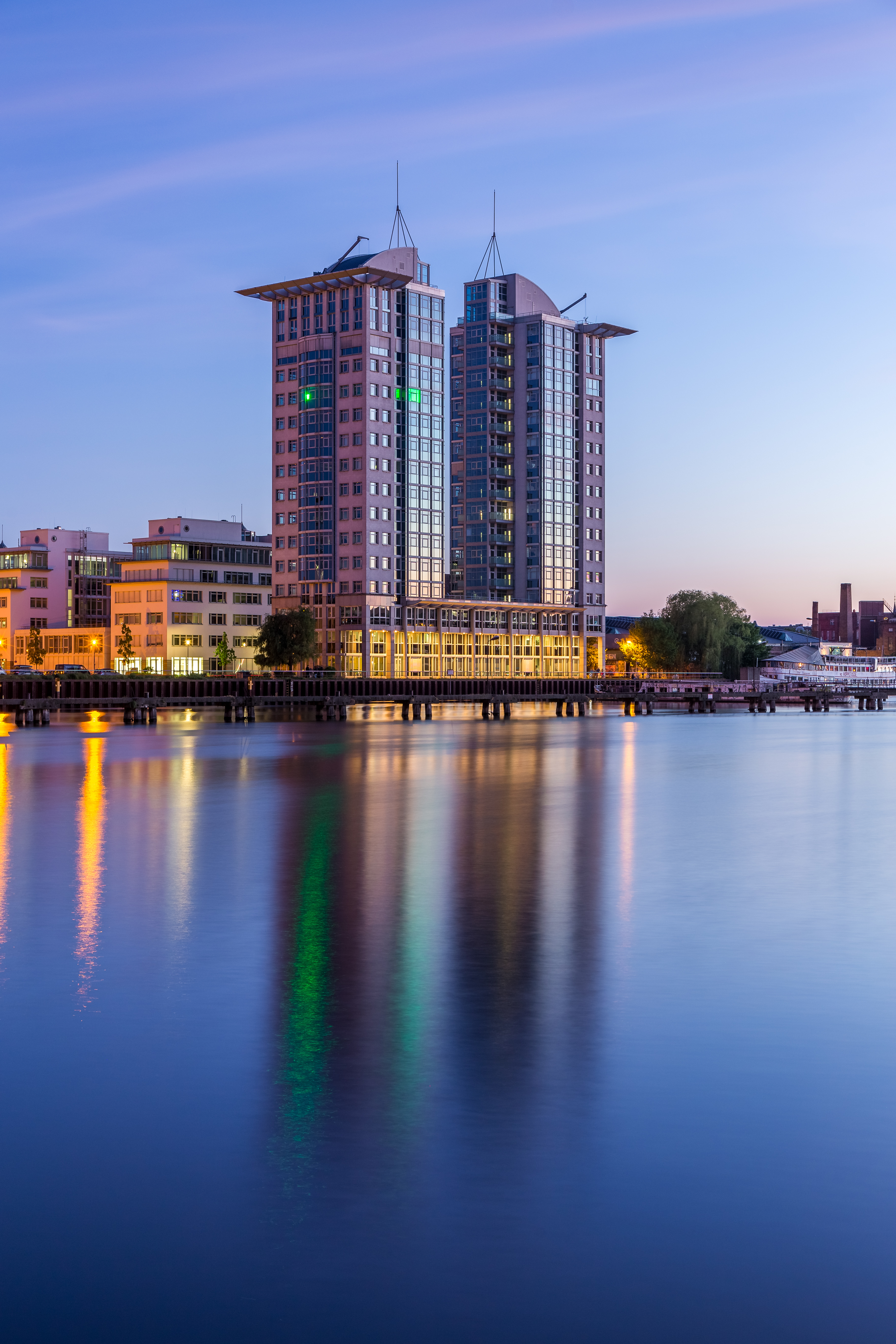
TwinTowers à Berlin-Treptow. Mai 2017.

Berlin-Alt-Treptow [alt ˈtʀeːptoː]  est un quartier à Berlin situé dans l'arrondissement de Treptow-Köpenick. Il est constitué de l'ancien centre-ville de Treptow, d'où son nom, et du parc de Treptow à l'est.

## Histoire
Le quartier a été incorporé à Berlin le 1er octobre 1920. Entre 1920 et 2001, il faisait partie du district de Treptow. Pendant la séparation de la ville, ce district faisait alors partie de Berlin-Est.

## Population
Le quartier comptait 12 004 habitants le 1er janvier 2017 selon le registre des déclarations domiciliaires, c'est-à-dire 5 197 hab./km2.